# Christopher Wordsworth (théologien)
Christopher Wordsworth (9 juin 1774 - 2 février 1846) est un théologien anglican et érudit anglais.

## Biographie
Né à Cockermouth, Cumberland, il est le plus jeune frère du poète William Wordsworth et fait ses études au Trinity College, Cambridge, où il est fellow en 1798.
Douze ans plus tard, il reçoit le diplôme de DD. Il prend les ordres sacrés et obtient des promotions successives grâce au patronage de Charles Manners-Sutton, évêque de Norwich, ensuite (1805) archevêque de Canterbury, dont le fils Charles (plus tard président de la Chambre des communes et vicomte Canterbury) a été son élève. En 1802, il attire l'attention par sa défense du nouveau canon de Granville Sharp "sur les utilisations de l'article définitif" dans la critique textuelle du Nouveau Testament.
En 1810, il publie une biographie ecclésiastique en 6 volumes. À la mort de Mgr Mansel, en 1820, il est élu Maître du Trinity College, et conserve ce poste jusqu'en 1841, date à laquelle il démissionne. Il est considéré comme le père des « tripos classiques » modernes, puisqu'il a, en tant que vice-chancelier, lancé en 1821 une proposition d'examen public de lettres classiques et de théologie, qui, bien que rejetée ensuite, porte ses fruits en 1822. Sinon, sa maîtrise n'est pas distinguée et il n'est pas un chef populaire auprès du collège. Il est mort le 2 février 1846, à Buxted, Sussex.
Dans son Qui a écrit Eikon Basilike ? (1824), et dans d'autres écrits, il défend le fait que Charles Ier soit l'auteur; et en 1836 il publie, en 4 volumes, un ouvrage sur les Christian Institutes, choisi parmi les théologiens anglais. En 1804, il épouse Priscilla Lloyd (décédée en 1815), une sœur à la fois d'Anna Braithwaite et de l'ami de Charles Lamb, Charles Lloyd (poète). Ils ont trois fils : John, Charles et Christopher.